# زيد بن أبي أنيسة
زيد بن أبي أنيسة الجزري، أبو أسامة الغنوي مولى بني غني بن أعصر (91هـ - 124هـ) من أئمة الحديث وهو ثقة، وكان فقيهًا، راوية للعلم، كثير الحديث،  وكان عالم الجزيرة في زمانه، وهو من طبقة شعبة، ومالك، لكنه قديم الموت، توفي كهلا في أيام بني أمية.

## روايته للحديث النبوي
- حدث عن الحكم بن عتيبة وعطاء بن أبي رباح وشهر بن حوشب وطلحة بن مصرف وعبد الملك بن عمير وعمرو بن مرة وعدي بن ثابت وسعيد المقبري ونعيم المجمر وأبي إسحاق السبيعي ويحيى بن سعيد الأنصاري ومحمد بن جحادة وخلق كثير، حتى إنه يروي عن أصحابه.
- حدث عنه: أبو حنيفة، وعمرو بن الحارث ومالك بن أنس ومعقل بن عبيد الله الجزري وأبو عبد الرحيم خالد بن يزيد وعبيد الله بن عمرو وآخرون.[4]

## آراء العلماء فيه
الجرح والتعديل
- أبو حاتم بن حبان البستي: كان فقيهًا ورعًا.
- أبو دواد السجستاني: ثقة.
- أحمد بن حنبل: حديثه حسن مقارب وإن فيه لبعض النكرة وهو علي ذلك حسن الحديث، ومرة: صالح وليس هو بذلك.
- أحمد بن شعيب النسائي: ليس به بأس.
- أحمد بن صالح الجيلي: ثقة.
- ابن حجر العسقلاني: ثقة له أفراد، مرة: متفق على الاحتجاج به وتوثيقه، وتكلم فيه أحمد بكلام لين.
- الذهبي: حافظ إمام ثقة.
- جعفر بن برقان الكلابي: ثقة.
- محمد بن سعد كاتب الواقدي: ثقة كثير الحديث فقيه راوية للعلم.
- محمد بن عبد الله بن البرقي: ثقة.
- محمد بن عبد الله بن نمير: ثقة.
- محمد بن يحيى الذهلي: ثقة.
- مصنفوا تحرير تقريب التهذيب: ثقة، وليس لقول الحافظ: له أفراد سلف إلا ما حكاه العقيلي عن أحمد: حديثه حسن مقارب، ون فيه لبعض النكارة، وهو على ذلك حسن الحديث، وهذا رجل وثقه الأئمة.
- يحيى بن معين: ثقة.
- يعقوب بن سفيان الفسوي: ثقة.